# Latalus draculus
Latalus draculus är en insektsart som beskrevs av Ross och Hamilton 1972. Latalus draculus ingår i släktet Latalus och familjen dvärgstritar. Inga underarter finns listade i Catalogue of Life.